# Institut d'Estudis Ceretans
L'Institut d'Estudis Ceretans és una entitat sense ànim de lucre ubicada a la Casa de Cultura de Puigcerdà, creada l'any 1978, prenent el testimoni de l'Equip de Recerques Ceretanes que ja l'any 1968 havia organitzat el I Col·loqui Internacional d'Arqueologia de Puigcerdà.
Les seves activitats se centren en l'estudi de la prehistòria, l'arqueologia, la història, la geografia, la geologia, la flora, la fauna, l'etnologia, l'art, el folklore i altres aspectes culturals de la comarca de la Cerdanya, i també les seves relacions exteriors, particularment amb la resta dels Pirineus, com són la custòdia i conservació dels documents trobats, degudament relacionats i instal·lats, amb uns treballs d'estudi i catalogació previs; la tasca de defensa, conservació i restauració de tota mena d'edificis, construccions, jaciments arqueològics, coves i altres indrets d'interès per al patrimoni comarcal; i recolzar, impulsar, proposar i fomentar tots aquells actes i activitats que tinguin com a fi la unitat de la Cerdanya, per damunt de tota mena de barreres que errors històrics i polítics d'altres èpoques la partionaren.

## Publicacions
- Quaderns d'estudis Ceretans[4]
- Revistes Ceretània (1 a 6)
- Sentiments amagats de la gent de Cerdanya
- Més sentiments amagats de la gent de Cerdanya
- El patrimoni industrial a la Cerdanya
- Gentrificació i turistificació a la Cerdanya?
- Reptes i estratègies en el turisme de la Cerdanya davant situacions canviants i de crisi